# メリー・フローレンス・デントン

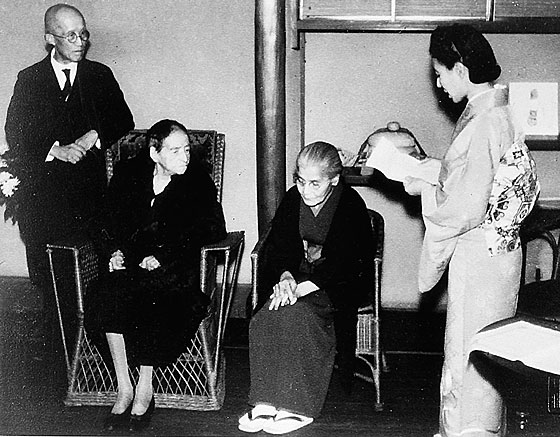
同窓会主催デントン80歳の祝会（1937年）

メリー・フローレンス・デントン（Mary Florence Denton、1857年7月4日 - 1947年12月24日）は、アメリカ合衆国出身の女性宣教師、教育者。日本赤十字社終身会員。同志社社友・評議員。「同志社女子部の母」と呼ばれた。

## 略歴
ネバダ州スノーポイント生まれ。オークランドのボストン・カレジェート・スクール卒業。カリフォルニア州パサデナで小学校教師を務めていたとき、休暇で一時帰米中の同志社教師ゴードンから同志社と新島襄の話を聞き、家族や友人らの反対を押し切って1888年10月に来日する。以後半世紀以上もの長きにわたって同志社女学校の発展に尽くし、1929年に定年を迎えた後も帰国せず、太平洋戦争中も特高警察の監視下に置かれながら日本滞在を許された。1947年12月24日に肺炎のため死去。墓は相国寺長得院墓地にある。
デントンは自らの信条と哲学を表す言葉として、次のような言葉を残した。
| 「 | 世界一よい国は日本 日本一よい都は京都 京都で一番よい学校は同志社 同志社で一番よいところは女学校 | 」 |

## デントン・ハウス
同志社女学校内に設けられたデントン・ハウスは「ホワイトハウスを除いてもっとも興味深いパーラー」と呼ばれ、ウォーナーやジョセフ・グルーなど内外の賓客を迎えて日米交流の舞台となったが1960年に解体された。その備品の一部は同志社女子大学史料センターに保管されている。

## 栄典
- 勲六等瑞宝章（1933年1月16日）[8]
- 勲三等瑞宝章（1948年1月14日）[9]